# (19161) Sakawa
(19161) Sakawa est un astéroïde de la ceinture principale.

## Description
(19161) Sakawa est un astéroïde de la ceinture principale. Il fut découvert le 15 octobre 1990 à Geisei par Tsutomu Seki. Il présente une orbite caractérisée par un demi-grand axe de 2,26 UA, une excentricité de 0,18 et une inclinaison de 6,0° par rapport à l'écliptique.